# Can Riera (Castellar del Vallès)
Can Riera és una masia de Castellar del Vallès (Vallès Occidental) protegida com a Bé Cultural d'Interès Local.

## Descripció
Es tracta d'una masia de planta rectangular, encimbellada per un cos sobreposat, que presenta base quadrada i teulada a quatre vessants. En els seus quatre cantons hi ha tres obertures, de formes ogivals, facilitant l'entrada de llum a l'interior. La teulada presenta un ràfec de notòria volada que requereix un fort embigat.
El portal, situat a la façana principal, és d'arc rodó de mig punt. Les grans arcades que s'han obert en els laterals i que són fruit de posteriors modificacions, segueixen la mateixa línia d'arcades. Els murs són estucats totalment.
A continuació dels laterals, transcorre un mur també arrebossat que tanca totalment els patis davanters, a través dels quals s'accedeix a la casa un cop traspassat el llindar. Per fora del tancat i començant des del mateix mur que fa de lateral a la casa, s'hi poden veure unes obertures de línia verticalitzant i esbocinades que indiquen el gruix dels murs de la tanca i de la façana.